# Askov (Sydslesvig)
 For alternative betydninger, se Askov (flertydig). (Se også artikler, som begynder med Askov)
Askov (dansk) eller Aschau (tysk) er navnet på et gods og en landsby beliggende øst for byen Egernførde på halvøen Jernved i det sydøstlige Sydslesvig. Ved Askov munder den lille Kronbæk ud i Egernfjørd. Administrativt hører Askov under Altenhof (Celmertorp) kommune i Rendsborg-Egernførdes kreds i den nordtyske delstat Slesvig-Holsten. I kirkelig henseende hører stedet under Gettorp Sogn. Sognet lå i den danske periode indtil 1864 i Egernførde Herred (tidligere Jernved godsdistrikt, Slesvig/Sønderjylland).
Askov gods blev udskilt af Nør gods i 1500-tallet- Senere var Askov i korte perioder forbundet med Celmerstorp, men bestod ellers som selvstændig gods. Godset rådede over ejendomme i Askov landsby og i nabobyen Skelsmark. 1853 blev Askovs jurisdiktion  underlagt Egernførde Herred.